# Gurdon S. Mumford
Gurdon Saltonstall Mumford (* 29. Januar 1764 in New London, Colony of Connecticut; † 30. April 1831 in New York City) war ein US-amerikanischer Politiker. Zwischen 1805 und 1811 vertrat er den Bundesstaat New York im US-Repräsentantenhaus.

## Werdegang
Gurdon Saltonstall Mumford wuchs während der britischen Kolonialzeit auf und besuchte in dieser Zeit Gemeinschaftsschulen. Er war während der zweiten Hälfte des Aufenthalts von Benjamin Franklin in Paris sein Privatsekretär.
Zwei Jahre nach dem Ende des Unabhängigkeitskrieges kehrte er mit Franklin nach Amerika zurück und ließ sich in New York City nieder. Er und seine Brüder waren 1791 im Provisionsgeschäft tätig. Politisch gehörte er der von Thomas Jefferson gegründeten Demokratisch-Republikanischen Partei an. Nach dem Daniel D. Tompkins vor seinem Amtsantritt von seinem Kongresssitz zurücktrat, wurde Mumford im zweiten Wahlbezirk von New York in das US-Repräsentantenhaus in Washington, D.C. gewählt, um dort dessen Vakanz zu füllen. Er wurde zwei Mal in Folge wiedergewählt und war dort vom 4. März 1805 bis zum 3. März 1811 tätig, da er auf eine vierte Kandidatur verzichtete. Als Kongressabgeordneter hatte er den Vorsitz über das Committee on Commerce and Manufactures (9. Kongress).
Bei der Präsidentschaftswahl im Jahr 1812 trat er als Wahlmann (presidential elector) auf und stimmte für DeWitt Clinton sowie Jared Ingersoll. Im selben Jahr wurde er zum Präsidenten der Bank of New York gewählt. Im folgenden Jahr eröffnete er ein Maklerbüro (broker’s office) in der Wall Street und war einer der Gründer der New York Exchange.
Er verstarb am 30. April 1831 in New York City und wurde dann auf dem Old Collegiate Dutch Church Cemetery beigesetzt.